# Martin Fowler
Martin Fowler   (Walsall, 18 de desembre de 1963) és un desenvolupador de programari britànic, autor i orador públic internacional sobre desenvolupament de programari, especialitzat en anàlisi i disseny orientat a objectes, UML, patrons i metodologies de desenvolupament de programari àgil, inclosa la programació extrema.
El seu llibre de 1999 Refactoring va popularitzar la pràctica de la refacció de codi. El 2004 va introduir un nou patró arquitectònic, anomenat Presentation Model (PM).

## Biografia
Fowler va néixer i va créixer a Walsall, Anglaterra, on va anar a la Queen Mary's Grammar School per a la seva educació secundària. Es va graduar a la University College de Londres el 1986. El 1994 es va traslladar als Estats Units, on viu prop de Boston, Massachusetts, al suburbi de Melrose.
Va començar a treballar amb programari a principis dels anys vuitanta. Surt de la universitat el 1986 comença a treballar en el desenvolupament de programari per a Coopers & Lybrand fins al 1991. L'any 2000 es va incorporar a ThoughtWorks, una empresa de consultoria i integració de sistemes, on exerceix com a científic en cap.
Ha escrit nou llibres sobre el tema del desenvolupament de programari. És membre de l'Agile Alliance i va ajudar a crear el Manifest per al desenvolupament de programari àgil l'any 2001, juntament amb 16 companys signants. Manté un bliki, una barreja de blog i wiki. Va popularitzar el terme injecció de dependència com una forma d'inversió de control.